# Paweł banja (gmina)
Paweł banja (bułg. Община Павел баня) – gmina w środkowej Bułgarii, w obwodzie Stara Zagora.

## Miejscowości
Miejscowości wchodzące w skład gminy Paweł banja:
- Aleksandrowo (bułg.: Александрово),
- Asen (bułg.: Асен),
- Dołno Sachrane (bułg.: Долно Сахране),
- Gabarewo (bułg.: Габарево),
- Gorno Sachrane (bułg.: Горно Сахране),
- Manołowo (bułg.: Манолово),
- Osetenowo (bułg.: Осетеново),
- Paweł banja (bułg.: Павел баня) − siedziba gminy,
- Skobelewo (bułg.: Скобелево),
- Turija (bułg.: Турия),
- Tyrniczeni (bułg.: Търничени),
- Tyża (bułg.: Тъжа),
- Widen (bułg.: Виден).